# Michel Tornéus
Michel Tresor Komesha Tornéus (* 26. Mai 1986 in Botkyrka) ist ein ehemaliger schwedischer Weitspringer.

## Sportliche Laufbahn
Tornéus, Sohn einer Schwedin und eines Kongolesen, begann im Alter von sechs Jahren mit der Leichtathletik. 2005 wurde er erstmals Schwedischer Meister im Weitsprung. Bis 2013 gewann er insgesamt zwölf nationale Titel im Weitsprung, davon fünf in der Halle, sowie einen im Dreisprung. Zudem hält er die Landesrekorde im Weitsprung im Freien (8,22 m) und in der Halle (8,30 m).
Zu Tornéus’ bedeutendsten internationalen Erfolgen zählen der Gewinn der Bronzemedaille bei den Europameisterschaften 2012 in Helsinki und der vierte Platz bei den Olympischen Spielen 2012 in London. Bei den Halleneuropameisterschaften 2013 in Göteborg sicherte er sich mit einem neuen Landesrekord von 8,29 m die Silbermedaille hinter dem Russen Alexander Menkow. Dagegen schied er bei den Weltmeisterschaften in Moskau im selben Jahr bereits nach der Qualifikation aus.
Bei den Hallenweltmeisterschaften 2014 im polnischen Sopot wurde Tornéus mit 8,21 m Dritter hinter dem Titelverteidiger Mauro Vinícius da Silva aus Brasilien und dem Chinesen Li Jinzhe. Im selben Jahr belegte er bei den Europameisterschaften in Zürich mit 8,09 m den fünften Platz. Die Halleneuropameisterschaften 2015 in Prag gewann er mit einer Weite von 8,30 m. Bei den Weltmeisterschaften in Peking im selben Jahr schied er hingegen in der Qualifikation ohne gültigen Versuch aus.
Bei den Europameisterschaften 2016 in Amsterdam gewann Tornéus mit einer Weite von 8,21 m die Silbermedaille hinter dem Titelverteidiger und Olympiasieger Greg Rutherford. Dagegen kam er bei den Olympischen Spielen in Rio de Janeiro in der Qualifikation nicht über eine Weite von 7,65 m hinaus und verpasste den Finaleinzug somit klar.
Bei den Halleneuropameisterschaften 2017 in Belgrad gewann Tornéus mit einer Weite von 8,08 m die Silbermedaille. Im selben Jahr belegte er bei den Weltmeisterschaften in London mit 8,18 m den achten Platz. Bei den Europameisterschaften 2018 in Berlin wurde er mit 7,86 m Siebter.
Mit einem vierten Platz bei den schwedischen Meisterschaften beendete Tornéus im September 2019 seine aktive sportliche Laufbahn.